# Velocidade de deriva
A velocidade de deriva é a velocidade média que uma partícula, tal como um elétron, alcança devido a um campo elétrico. Pode também se referir à velocidade de deriva axial, uma vez que a definição de partículas assume que estas se movam em um plano. Em geral, um elétron irá 'chacoalhar' em um condutor na velocidade de Fermi aleatoriamente. Um campo elétrico aplicado irá dar a este movimento aleatório uma pequena velocidade resultante em uma direção.
Como a corrente é proporcional à velocidade de deriva, que é, por sua vez, proporcional à magnitude de um campo elétrico externo, a Lei de Ohm pode ser explicada em termos da velocidade de deriva.
A velocidade de deriva é expressa nas seguintes equações: {\displaystyle J_{\it {drift}}=\rho \cdot v_{\it {avg}}}, onde {\displaystyle J_{\it {drift}}} é a densidade da corrente, {\displaystyle \rho } é a densidade da carga /m3, e vavg é a velocidade de deriva;
- {\displaystyle v_{\it {avg}}=\mu \cdot E}, onde μ é a mobilidade de elétron em (m^2)/[V.s]) e E é o campo elétrico em V/m.